# Коммунальная улица (Опочка)
Коммунальная улица — центральная улица города Опочки, Псковская область. Расположена в историческом центре города, проходит от Советской площади до автомобильной дороги Р-23. 

## Название
Во второй половине XIX века называлась Новоржевской. В 1920-х годах улица была переименована в Коммунальную.

## История

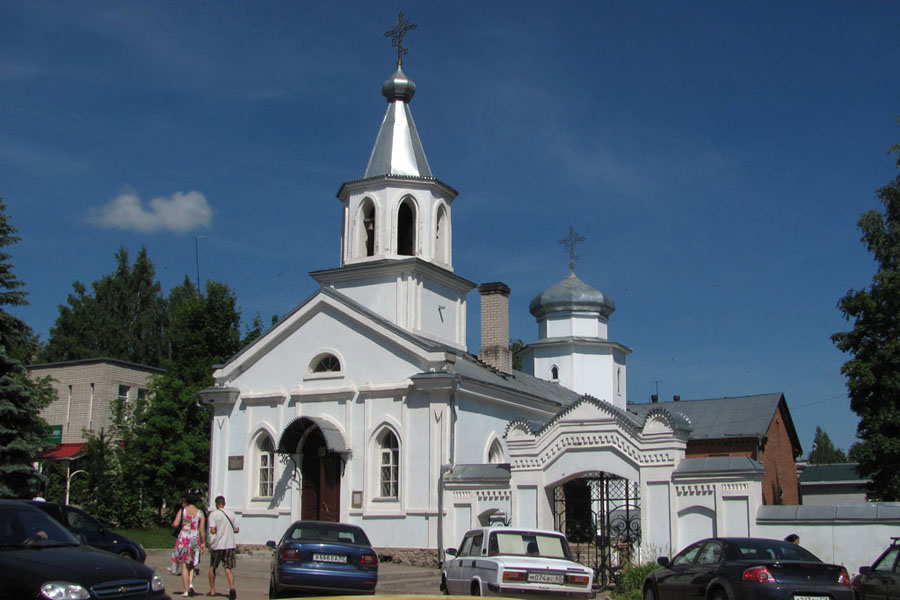
Спасо-Преображенская церковь (бывшее здание льносклада Телепнева)

До 1830-х годов улица (как и все остальные в городе) была немощёная.
Уже в XIX веке являлась главной улицей города (наряду с Великолуцкой улицей), так как по ней проходило шоссе, соединяющее Псков, Остров и Опочку с одной стороны с Санкт-Петербургом, а с другой — с Киевом. Была застроена преимущественно деревянными жилыми домами и каменными складскими зданиями.
К 1910-м годам на ней были сосредоточены торговые заведения города. В доме № 8 на углу с Великолуцкой улицей (современная улица Ленина) действовала автомобильная станция и меблированные комнаты для приезжающих Станкевич. 
В июле 1941 года жилые дома улицы были сожжены отступавшими советскими войсками. В годы оккупации с 1941 по 1944 год в одном из складских зданий в конце улицы находилась пересыльная тюрьма.
После войны на улице были построены новые жилые дома, районная библиотека, на углу с улицей Ленина построен новый дом Советов.
В 1999 году здание льносклада Телепнева было передано русской православной церкви и перестроено в Спасо-Преображенскую церковь.

## Достопримечательности
- Дом 64 — Дом Телепневых, XIX в.
- Дом 6 — Дом Куколькина, XIX в.
- Дом 15 — Склад Вереятова и здание пожарного депо, 1910
- Дом 16 — Льносклад Телепнева (в настоящее время — Спасо-Преображенская церковь), XIX в.
- Дом 29 — Почтовая станция, XIX в.
- Дом 37 — Торговый склад Голубевых, 1900
- Дом 40 — Магазин И. Устьинского, 1902
- Дом 58 — Склад, 1900